# 上幌延駅
上幌延駅（かみほろのべえき）は、北海道（宗谷総合振興局）天塩郡幌延町字上幌延にあった北海道旅客鉄道（JR北海道）宗谷本線の駅（廃駅）である。電報略号はホノ。事務管理コードは▲121841。駅番号はW71。

## 歴史

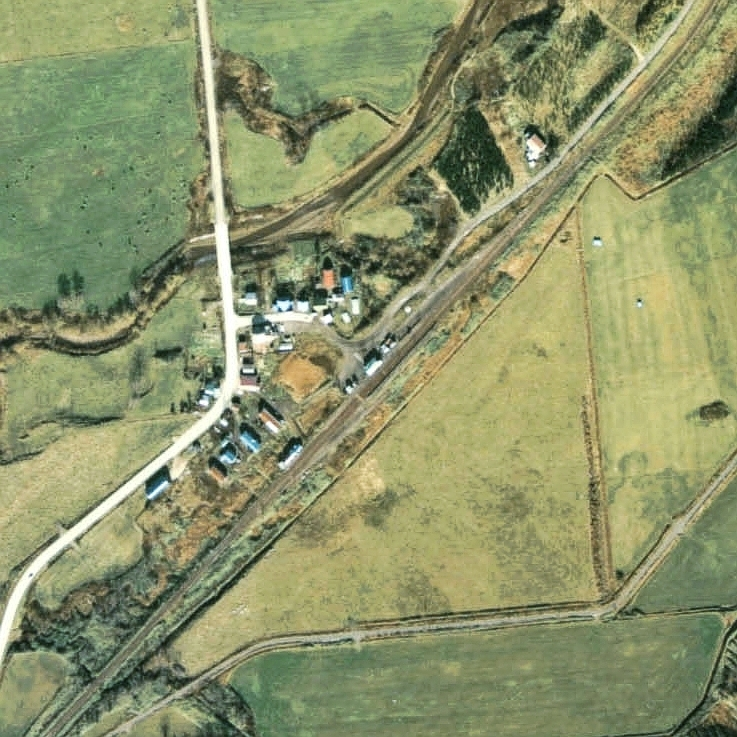
1977年の上幌延駅と周囲約500m範囲。右上が稚内方面。相対式ホーム2面2線と駅舎横の稚内側に貨物積卸場と引込み線がある。ストックヤードは無い。

- 1925年（大正14年）7月20日：鉄道省天塩南線問寒別駅 - 幌延駅間延伸開通に伴い開業[3][4][5]。一般駅[1]。
- 1926年（大正15年）9月25日：天塩南線と天塩北線を統合して線路名を天塩線に改称、それに伴い同線の駅となる[4]。
- 1930年（昭和5年）4月1日：天塩線を宗谷本線に編入、それに伴い同線の駅となる[4]。
- 1949年（昭和24年）6月1日：日本国有鉄道（国鉄）に移管。
- 1963年（昭和38年）2月10日：公衆電報の取り扱い廃止[6]。
- 1977年（昭和52年）5月25日：貨物扱い廃止[1]。
- 1984年（昭和59年）
  - 2月1日：荷物扱い廃止[1]。
  - 11月10日：出札・改札業務を停止して旅客業務について無人駅化[7]。但し閉塞扱いの運転要員は継続配置。
- 1985年（昭和60年）7月：駅舎改築、貨車駅舎となる[新聞 2]。
- 1986年（昭和61年）11月1日：列車集中制御装置（CTC）導入に伴う合理化により列車交換設備廃止。同時に完全無人化[8]。
- 1987年（昭和62年）4月1日：国鉄分割民営化に伴いJR北海道の駅となる[1]。
- 2016年（平成28年）3月26日：同日のダイヤ改正に伴う普通列車の減便で幌延駅 - 稚内駅間の普通列車が5往復から3往復となり、全普通列車が停車するようになる[注釈 1]。
- 2020年（令和2年）：3月27日：宗谷本線活性化推進協議会からJR北海道による廃止打診駅のうち当駅含む13駅についての廃止容認がJR北海道に伝えられる[新聞 3]。翌28日に幌延町からも廃止容認の旨発表[幌延町 1][9]。
- 2021年（令和3年）3月13日：利用者減少とダイヤ改正に伴い、廃止[JR北 1][JR北 2][新聞 1]。

### 駅名の由来
幌延駅より天塩川の上流に位置するため。
もともと当地は日蓮宗（法華宗）信徒の団体によって開拓され、「法華農場」と呼ばれていたことから、その事務所がある上幌延市街は「法華」と通称されていたが、駅名から「上幌延」の通称が一般化し、1959年（昭和34年）字名の再編により字名も「上幌延」へ改称された。

### 廃止容認に至る経緯
2019年（令和元年）度にJR北海道が、宗谷本線沿線自治体で構成される宗谷本線活性化推進協議会に対し、当駅を含む29駅を自治体負担で維持管理または廃止するかを2020年（令和2年）3月までに判断するように求めた。その後、幌延町では以下の3点を理由に、対象駅7駅のうち当駅および安牛駅の廃止を容認した。
1. 利用が僅少であること
2. ホームが土盛形状のため維持管理費用が比較的高額（板張ホーム比）であること
3. 近距離等間隔で3駅が連接しており隣接中間地点にある南幌延駅での乗降が可能であること

駅舎は2021年（令和3年）8月24日、クレーン車で吊り下げられて駅近接地へ移動された。同日移設された安牛駅とともに、かつての秘境駅を観光資源としたい幌延町が管理して、同年9月に公開が開始された。

## 駅構造
単式ホーム1面1線を有する地上駅だった。ホームは線路の北西側（稚内方面に向かって左手側、旧1番線）に存在した。分岐器を持たない棒線駅となっていた。かつては相対式ホーム2面2線を有する列車交換可能な交換駅であった。当時は互いのホームは駅舎側ホーム中央部分と対向側ホーム南側を結んだ構内踏切で連絡した。駅舎側（西側）が下り1番線、対向側ホームが上り2番線となっていた。そのほか1番線の稚内方から分岐し駅舎北側のホーム切欠き部分の貨物ホームへの貨物側線を1線有していた。交換設備運用廃止後は線路は撤去されたが、ホーム前後の線路は分岐器の名残で湾曲していた。
無人駅となっていた。駅舎は構内の北西側に位置し.ホーム中央部分に接していた。有人駅時代からの駅舎は改築され、ヨ3500形車掌車を改造した貨車駅舎となっていた。旧駅舎の基礎の上に設置されている。出入口にはスロープが新たに設置されていた。トイレを有するが閉鎖されていた。

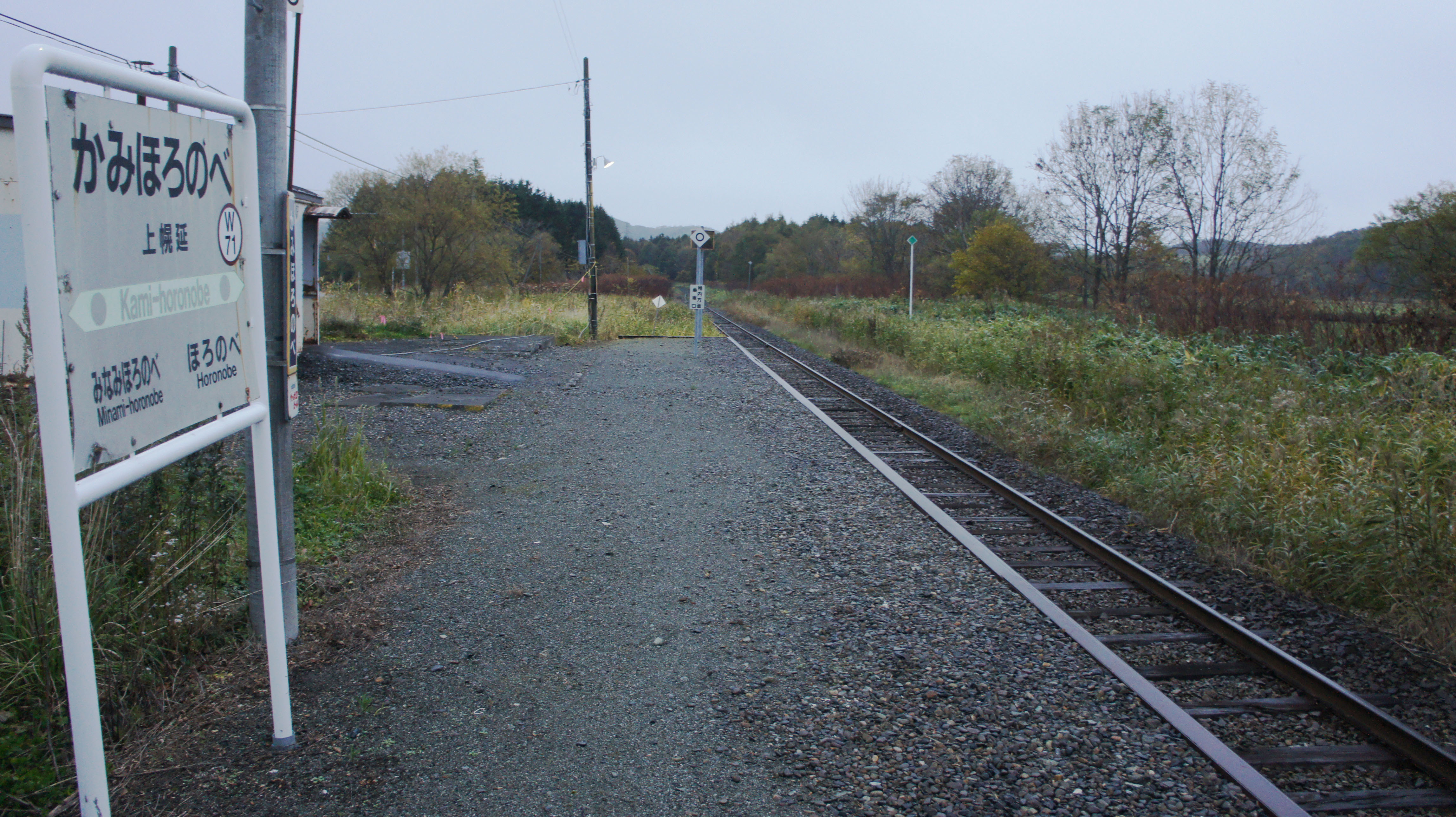
ホーム（2017年10月）
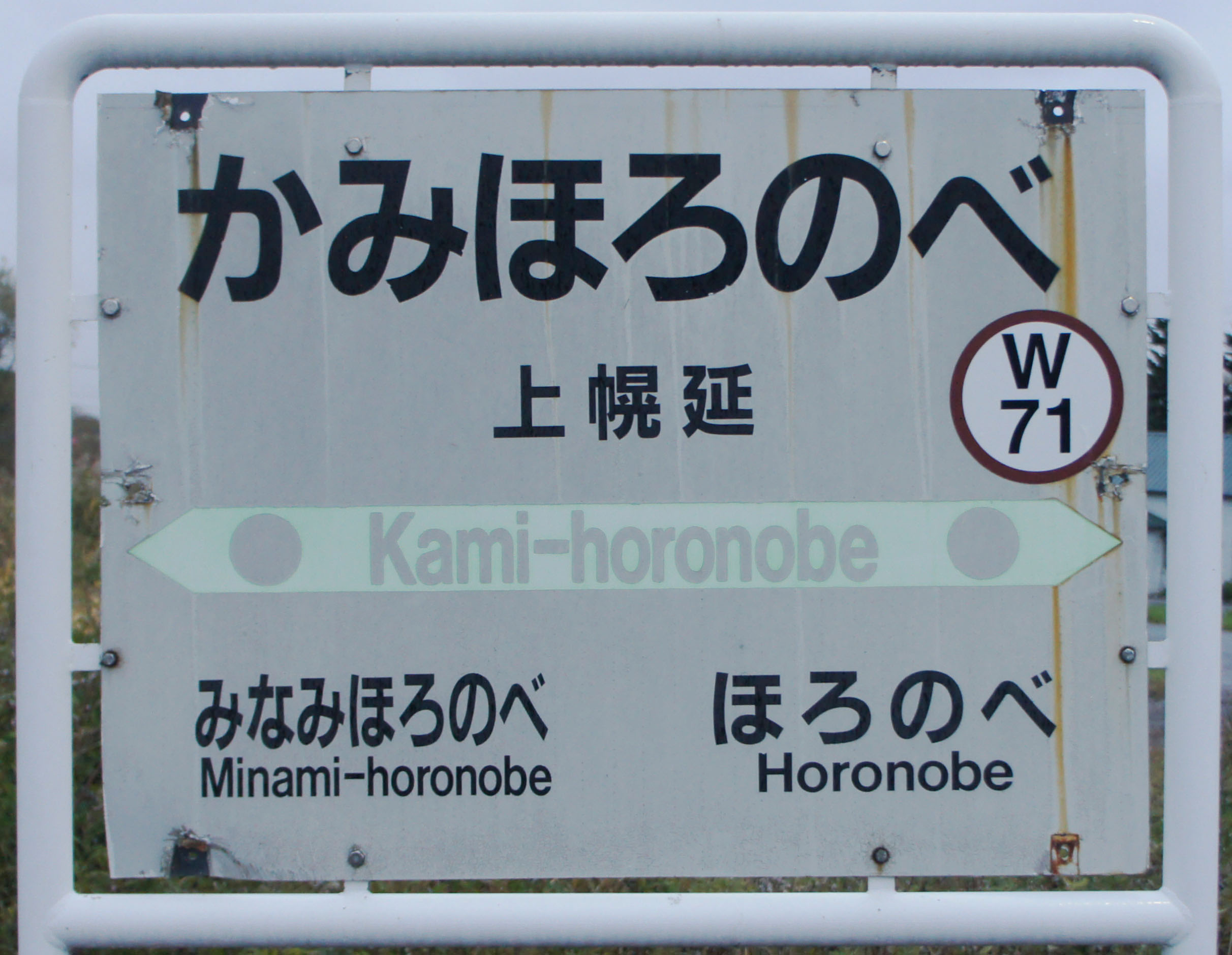
駅名標（2017年10月）

## 利用状況
廃止直前までの乗車人員の推移は以下の通り。年間の値のみ判明している年度は日数割で算出した参考値を括弧書きで示す。出典が「乗降人員」となっているものについては1/2とした値を括弧書きで乗車人員の欄に示し、備考欄で元の値を示す。
また、「JR調査」については、当該の年度を最終年とする過去5年間の各調査日における平均である。
| 年度               | 乗車人員（人） | 乗車人員（人） | 乗車人員（人） | 出典       | 備考            |
| 年度               | 年間           | 1日平均        | JR調査         | 出典       | 備考            |
| ------------------ | -------------- | -------------- | -------------- | ---------- | --------------- |
| 1966年（昭和41年） | 28,014         | (76.8)         |                | [ 16 ]     |                 |
| 1978年（昭和53年） |                | 18             |                | [ 17 ]     |                 |
| 1981年（昭和56年） |                | (7.5)          |                | [ 13 ]     | 1日乗降客数15人 |
| 1992年（平成04年） |                | (2.0)          |                | [ 12 ]     | 1日乗降客数4人  |
| 2015年（平成27年） |                |                | 「1名以下」    | [ JR北 3 ] |                 |
| 2016年（平成28年） |                |                | 0.4            | [ JR北 4 ] |                 |
| 2017年（平成29年） |                |                | 0.6            | [ JR北 5 ] |                 |
| 2018年（平成30年） |                |                | 0.4            | [ JR北 6 ] |                 |
| 2019年（令和元年） |                |                | 0.2            | [ JR北 7 ] |                 |
| 2020年（令和02年） |                |                | 0.2            | [ JR北 8 ] |                 |

## 駅周辺
幌延町開基以来の集落であり、駅周辺に数件の民家がある。そのほかは原野と牧場である。
明治末期には100戸を超える村内一の集落であったが、鉄道開通により現市街地に中心が移りさびれていった。かつては郵便局、駐在所、食料・衣料・日用雑貨の商店、理髪店、旅館、運送業などの店があった。
- 北海道道645号上問寒幌延停車場線
- 北海道道256号豊富遠別線
- 北緯45度線通過点の看板[15]
- 上幌延生活改善センター - 幌延町立上幌延小学校（1982年（昭和57年）3月閉校[幌延町 4]）跡地。
  - 「幌延町教育発祥之地」碑と、「昭和天皇陛下お手播きの唐松」（摂政時代の1922年（大正11年）の来道時に真駒内種畜場で蒔かれた種の苗が、道内の全小学校に配られたもの）が残る[幌延町 4]。
- 長応寺 - 1910年（明治43年）に東京から当地に移転した日蓮宗（法華宗）の仏教寺院[幌延町 5]。上幌延は法華宗の団体によって開墾された経緯を持つが、その管理に当たったのがここの住職であった[11][19]。

## 隣の駅
北海道旅客鉄道（JR北海道）
■宗谷本線
糠南駅 (W67) - *上雄信内駅 - （雄信内信号場） - *安牛駅 (W69) - *南幌延駅 (W70) - *上幌延駅 (W71) - 幌延駅 (W72)
*打消線は廃駅